# Pierre Contant d’Ivry

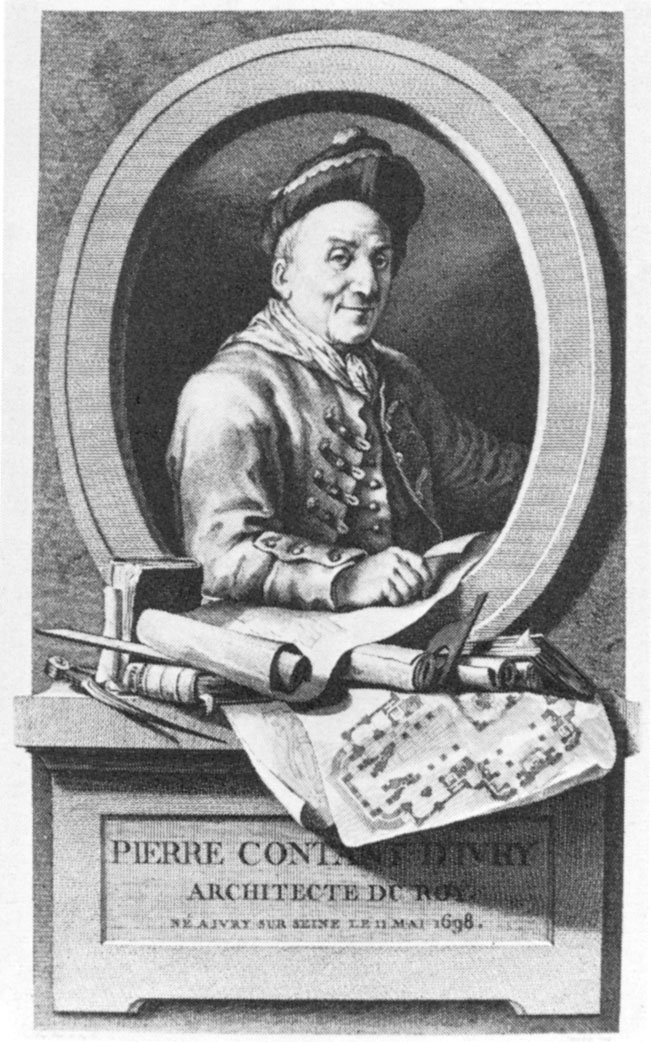
Pierre Contant d’Ivry, Porträt auf dem Frontispiz seiner Oeuvres d’architecture (1769), im Vordergrund der Grundriss für La Madeleine in Paris

Pierre Contant d’Ivry (* 11. Mai 1698 in Ivry-sur-Seine; † 1. Oktober 1777 in Paris) war ein französischer Architekt des 18. Jahrhunderts. Er gehörte zu den führenden Vertretern des Louis-quinze und Louis-seize.

## Leben
Pierre Contant d’Ivry wurde 1728 Mitglied der Académie royale d’architecture. Später führte er den Titel Architekt des Königs. Er arbeitete für den Hof und für Auftraggeber des Hochadels, so für den Prince de Conti und den Herzog von Orléans.

## Werke
Contant d’Ivry entwarf bedeutende Bauten, die zu Beginn der Französischen Revolution unvollendet waren und nach abweichenden Entwürfen fertiggestellt wurden.
- Schloss Bizy in Vernon (Eure) (1741–43); im 19. und 20. Jahrhundert abschnittsweise neu gebaut
- Abtei Penthemont (ab 1747), nach Contant d’Ivrys Tod in reduzierter Form vollendet
- Pfarrkirche La Madeleine in Paris (1764), nach der Revolution stark verändert vollendet
- Abteikirche Saint-Vaast in Arras (1770er Jahre), nach der Revolution stark verändert vollendet